# 1945 en Birmanie

## Événements

### Janvier
- 9 janvier : offensive anglo-indienne dans l'ouest du pays. La ville de Kinou est prise. Des bombardements visant des ateliers de réparation de moteurs d'avions sont effectués sur Moulmein[1].
- 12 janvier : attaques amphibies sur la péninsule de Myebon.
- 21 janvier : le NCAC (Northern Combat Area Command) rencontre les troupes de Tchang Kaï-chek, permettant la réouverture définitive de la route de Birmanie.
- 22 janvier : attaques amphibies sur Kangaw. Prise de l'île de Ramree et de Cheduba.

### Mars
- 1er mars : libération de Meiktila.
- 7 mars : libération de Lashio.
- 20 mars : libération de Mandalay.
- 27 mars : les troupes d'Aung San déclenchent un soulèvement général contre les Japonais.

### Avril
- 1er avril : le Détachement 101 reprend les responsabilités du NCAC.
- 20 avril : lancement de l'opération Dracula.
- 25 avril : les troupes de l'avant-garde alliée rejoignent l'arrière-garde japonaise au nord de Pégou.
- 30 avril : libération de Rangoun. Fin de l'opération Dracula.

### Mai
- 2 mai : début de la saison des pluies.
- 6 mai : les troupes avancés de la XVIIe et de la XXVIe divisions effectuent leur jonction à Hlegu.